# Герцог де Лозён
Герцог де Лозён (фр. duc de Lauzun) — французский дворянский титул.

## История
Сеньория Лозён в Гиени, принадлежавшая дому Комонов, была в 1570 году возведена в графство для Франсуа-Номпара де Комона, королевского наместника в графстве Блай.
Графство Лозён, принадлежавшее к генералитету Бордо, податному округу Ажена, и имевшее в своей юрисдикции еще 21 приход, было возведено в ранг герцогства для правнука Франсуа-Номпара генерал-лейтенанта Антонена-Номпара де Комона, рыцаря ордена Подвязки, жалованной грамотой, данной в мае 1692 и зарегистрированной парламентом 15-го числа того же месяца. Герцог умер в 1723 году, не оставив потомства.
Королевским патентом в 1766 году титул герцога де Лозёна был восстановлен для Армана-Луи де Гонто, ближайшего родственника 1-го герцога де Лозёна (его прабабка Диана-Шарлотта де Комон, жена Армана де Ботрю, графа де Ножана, была сестрой Антонена-Номпара).
Арман-Луи де Гонто, позднее ставший герцогом де Бироном и пэром Франции, был гильотинирован в 1793 году и также не оставил потомства.

## Сеньоры де Лозён
- Номпар I де Комон (ум. после 1251)
- Номпар II де Комон (ум. после 1295)
- Бек-Номпар де Комон (ум. после 1301)
- Бертран де Комон (ум. после 1310)
- Аниссан-Номпар I де Комон
- Аниссан-Номпар II де Комон (ум. после 1360)
- Жан-Номпар I де Комон (ум. после 1404)
- Жан-Адан-Номпар де Комон
- Жан-Номпар II де Комон (ум. после 1485)
- Арно-Номпар де Комон (ум. после 1529)
- Франсуа Номпар I де Комон (ум. 1575)

## Графы де Лозён
- 1570 — 1575 — Франсуа Номпар I де Комон (ум. 1575)
- 1575 — после 1585 — Габриель-Номпар I де Комон (1535 — после 1585)
- после 1585 — после 1623 — Франсуа-Номпар II де Комон (ум. после 1623)
- после 1623 — 1660 — Габриель-Номпар II де Комон (ум. 1660)
- 1660 — 1677 — Жак-Номпар де Комон (ум. 1677)
- 1677 — 1692 — Антонен-Номпар де Комон (1633—1723)

## Герцоги де Лозён
- 1692 — 1723 — Антонен-Номпар де Комон (1633—1723)
- 1766 — 1793 — Арман-Луи де Гонто (1747—1793)